# Sultabborren
Sultabborren är en sjö i Lekebergs kommun i Närke och ingår i Norrströms huvudavrinningsområde.